# Abou-Saddam Shishani
Abou-Saddam Shishani, de son vrai nom, Toumso Oumaltovitch Abdourakhmanov (en tchétchène : IабдурахьмангIеран Умалтан Тумсо, en russe : Тумсо Умалтович Абдурахманов), né le 19 décembre 1985 à Grozny, est un YouTubeur indépendantiste,, tchétchène connu pour son opposition au régime du chef pro-Kremlin de la République tchétchène, Ramzan Kadyrov. Il est le blogueur le plus populaire de Tchétchénie.

## Biographie
Toumso Abdourakhmanov est né le 19 décembre 1985 à Grozny, alors la capitale de la République socialiste soviétique autonome de Tchétchénie-Ingouchie.
Son père, Oumalt Abdourakhmanov, a fait 18 ans de prison pour activités antisoviétiques. Il a été réhabilité le 16 mai 2002.
En 2004, Toumso Abdourakhmanov termine le Lycée d'informatique et de technologie de Grozny, et en 2010, l'Institut pétrolier d'État de Grozny.
Embauché en 2004 comme ingénieur dans l'entreprise fédérale unitaire d'État « Électrosviaz », il en devient plus tard chef adjoint.
Le 9 juin 2013, il crée sa première chaîne YouTube sous le pseudonyme d'Abu-Saddam Shishani, et le 1er avril 2017, la deuxième, appelée « Abu-Saddam Shishani [LIVE] ». Elles comptaient en novembre 2019 respectivement 200 000 et 60 000 abonnés.

### Conflit avec un fonctionnaire du régime
Le 4 novembre 2015, Toumso Abdourakhmanov, au volant de sa voiture, se fait arrêter à un carrefour de Grozny par Islam Kadyrov, directeur de l'administration du chef et du gouvernement de la Tchétchénie. Ce dernier fait embarquer Toumso Abdourakhmanov dans sa résidence où il fouille son téléphone portable en s'attardant sur des mèmes satiriques moquant la politique locale, l'interroge sur sa barbe qu'il trouve semblable à celles que portent les « wahhabites », cherche à savoir de quelle branche soufie il se revendique. En apprenant que Toumso Abdourakhmanov n'est pas soufi, qu'il adhère à l'islam sunnite et « n'invoque personne à part Allah », Islam Kadyrov le conduit, le 7 novembre, à une réunion avec des représentants du clergé officiel qui l'admonestent et le menacent pendant des heures, avant de le laisser partir sur la promesse de revenir avec les autres adeptes de sa « secte » pour être ensuite emmenés tous ensemble devant Ramzan Kadyrov, qui décidera alors de leur sort.

### Émigration
Le lendemain matin, inquiet pour sa vie, Toumso Abdourakhmanov, avec sa femme, ses enfants, sa mère et son jeune frère, quitte la Tchétchénie pour la Géorgie et y dépose une demande d'asile. Le régime tchétchène l'accuse d'être parti en Syrie et de se trouver dans les rangs de Daech et émet un mandat d'arrêt contre lui,.
Pour mieux se défendre contre ces accusations, Toumso Abdourakhmanov contacte la presse et les organisations de défense de droits de l'homme et devient politiquement actif sur YouTube en dénonçant les exactions du régime kadyrovien,.
Le 31 octobre 2016, la Géorgie reconnaît que son cas correspond au champ d'application de la Convention relative au statut des réfugiés mais rejette sa demande d'asile en jugeant que sa présence sur le sol géorgien est « contraire aux intérêts du pays », sans plus de précisions.
Le 11 juillet 2017, Toumso Abdourakhmanov s'en va avec sa famille en Pologne, où, à l'aéroport de Varsovie, il dépose une demande d'asile. Recherché par Interpol à l'initiative de la Russie et fiché au SIS II, il passe six mois dans un centre de rétention fermé pour étrangers, à Przemyśl. Après avoir examiné l'alibi de Toumso Abdourakhmanov, Interpol retire son signalement de toutes ses bases de données, le 16 août 2017. L'Agence de sécurité intérieure de la Pologne ne l'en considère pas moins comme une menace pour le pays, raison pour laquelle seule sa famille se voit octroyer l'asile, tandis que lui est débouté,,.
En juin 2019, en dépit du soutien d'Amnesty International, de Human Rights Watch et de Memorial, le blogueur est sommé par la police des frontières polonaise de rentrer en Russie sous la menace d'un renvoi sous contrainte,,.

### Menaces des autorités tchétchènes
Le 10 avril 2018, Toumso Abdourakhmanov déclare que ses oncles ont été arrêtés en Tchétchénie. Le 1er mai, la chaîne officielle locale, « Grozny TV », diffuse un reportage dans lequel ses proches l'appellent à cesser de critiquer le pouvoir et à rentrer en Russie.
Dans la nuit du 22 au 23 août 2018, le président du parlement de Tchétchénie, Magomed Daoudov, dit Lord, appelle Toumso Abdourakhmanov par WhatsApp sur son téléphone portable en cherchant, en vain, à se procurer son adresse. Leur conversation, qui dure près de trois heures, est enregistrée par le blogueur avec le consentement de son interlocuteur et mis en ligne sur la chaîne YouTube de Toumso Abdourakhmanov où elle cumule vite des centaines de milliers de vues.
Début mars 2019, en débattant avec le journaliste russe Maxime Chevtchenko autour de la personnalité de Kadyrov père (ancien grand moufti indépendantiste devenu « collaborateur » en passant en 1999 dans le camp russe), Toumso Abdourakhmanov traite ce dernier de « traître » du peuple tchétchène et dit mépriser sa mémoire. En représailles, Magomed Daoudov lance publiquement une « vendetta par le sang » contre le blogueur. Il précise qu'il ne s'agit pas de le tuer mais de le « régaler de façon extraordinaire ». « Désormais, avant d'aller te coucher, assure-toi que la porte est fermée, lui conseille-t-il. Assure-toi que la chaîne de sûreté est accrochée. [...] Nous ne te laisserons pas dire tout ce que tu veux. La Pologne n'est pas si loin que ça. Aucun endroit ne l'est, tous les endroits sont accessibles. Nous te demanderons des comptes, avec la permission de Dieu »,.

### Tentative d'assassinat
Comme Toumso Abdourakhmanov risque en Pologne d'être expulsé à tout moment en Russie (Daoudov lui promet d'ailleurs de venir l'accueillir à l'aéroport « avec des fleurs »), il se rend en décembre 2019 en Suède et y demande l'asile politique, mais le pays refuse d'entrer en matière, conformément au règlement de Dublin.
Alors qu'il est occupé à faire appel de cette décision, il se fait attaquer au marteau dans son sommeil par un inconnu qui s'est introduit chez lui, à Gävle, le 26 février 2020. Il réussit à mettre l'intrus hors d'état de nuire et à appeler la police. L'agresseur et sa complice présumée sont arrêtés, et l'enquête est confiée aux services de renseignement suédois (Säpo). Dans l'attente des résultats de l'enquête, le statut de Toumso Abdourakhmanov est légalisé,.
Le 11 janvier 2021, le tribunal de district de Gävle reconnaît l'agresseur et sa complice coupables et les condamne respectivement à 10 et 8 ans de prison. La peine est assortie d'une expulsion à vie du territoire suédois. Le 1er avril 2021, la cour d'appel augmente la peine de l'agresseur à 12 ans de prison et réduit celle de sa complice à 1 an et six mois d'emprisonnement. Prenant acte de la décision de la justice et des données concernant l'implication du régime tchétchène dans la tentative d'assassinat du blogueur, le ministère suédois des Affaires étrangères convoque l'ambassadeur russe dans le pays pour lui signifier son mécontentement.

### Asile politique en Suède
Le 6 octobre 2021, Toumso Abdourakhmanov se voit accorder l'asile politique en Suède.

### Rafles de proches d'exilés par le régime
Dans la dernière décade de décembre 2021, les autorités tchétchènes procèdent à l'enlèvement de dizaines de membres de familles de militants tchétchènes réfugiés à l'étranger, dont ceux de Toumso Abdourakhmanov, afin de réduire ces voix critiques au silence sous la menace de sévices sur leurs proches kidnappés,,. Toumso Abdourakhmanov refuse de céder au chantage.

### Disparition
À partir du 1er ou du 2 décembre 2022, Toumso Abdourakhmanov cesse de donner signe de vie. La rumeur répandue sur les réseaux sociaux et dans les médias le déclare mort, assassiné. Le 5 décembre, la police suédoise ne confirme ni ne commente cette information,. Le parquet et le renseignement du pays s'abstiennent également de tout commentaire, en invoquant des considérations sécuritaires. Le 11 décembre, une cour de justice allemande dans laquelle Abdourakhmanov avait plaidé en novembre 2022, affirme que celui-ci est, à sa connaissance, encore en vie.
Le 21 février 2023, Toumso Abdourakhmanov publie sur sa chaîne YouTube la première vidéo depuis sa disparition en décembre 2022. Il se dit « sain et sauf », mais ne dévoile pas les raisons de sa disparition.